# Самойлов Олексій Миколайович
Олексі́й Микола́йович Само́йлов (1 травня 1974, м. Гуляйполе, Запорізька область — 9 липня 2022, м. Часів Яр, Донецька область) — український військовослужбовець, молодший сержант Збройних сил України, учасник російсько-української війни. Кавалер ордена «За мужність» III ступеня (2023, посмертно).

## Життєпис
Олексій Самойлов народився 1974 року в місті Гуляйполе, нині Гуляйпільської громади Пологівського району Запорізької области України.
Після закінчення школи проходив військову строкову службу. Працював водієм.
Тимчасово проживав у с. Чехів Монастириської громади Чортківського району Тернопільської области.
Добровільно вступив в Збройні сили України попри те, що мав групу інвалідності. Загинув 9 липня 2022 року внаслідок ракетного удару в м. Часів Яр на Донеччині.
Похований 16 липня 2022 року в с. Млинок на Кіровоградщині.
Залишилися дружина, дві доньки та син.

## Нагороди
- орден «За мужність» III ступеня (9 січня 2023, посмертно) — за особисту мужність і самовідданість, виявлені у захисті державного суверенітету та територіальної цілісності України, вірність військовій присязі[1].